# بير بيترسن
بير بيترسن (بالنرويجية: Per Pettersen)‏ (و. 1946  م) هو لاعب كرة قدم نرويجي، ولد في أوسلو، مركز لعبه هو مُدَافِع.

## روابط خارجية
- بير بيترسن على موقع اتحاد النرويج (النرويجية)
- بير بيترسن على موقع قاعدة بيانات كرة القدم.إي يو (الإنجليزية)
- بير بيترسن على موقع ناشيونال فوتبول تيمز (الإنجليزية)
- بير بيترسن على موقع عالم كرة القدم.نت (الإنجليزية)